# 浦部村新田
浦部村新田（うらべむらしんでん）は、千葉県印西市の大字。郵便番号270-1368。

## 地理
西から北は柏市布瀬、東は発作、南東は白幡、南は浦部に隣接している。

## 歴史
江戸期は浦部村新田であり、下総国印旛郡のうち。印西領に属す。浦辺村新田とも書く。享保改革期の幕府の年貢増徴政策の一環として、延享・寛延期に推進された流作場新田の1つ。当新田は浦辺村の村請によって開発された。はじめ反高場で、水深1尺までを開発対象とされたため葭畑・芝畑などが中心であった。明和5年にの新田検地により高請され成立。幕府領。「元禄郷帳」には見えず、「天保郷帳」「旧高旧領」ともに87石余。明治22年永治村の大字となる。。

### 年表
- 1873年（明治6年） - 千葉県に所属。
- 1889年（明治22年）4月1日 - 永治村大字浦部村新田になる[3]。
  - 町村制施行し浦部村、小倉村、和泉村、白幡村、浦幡新田、浦部村新田、高西新田、平塚村が合併し永治村が発足。
- 1954年（昭和29年）12月1日 - 印西町浦部村新田になる。
  - 木下町、大森町、船穂村、永治村の一部が合併し印西町が発足。
- 1996年（平成8年）4月1日 - 印西市浦部村新田になる。
  - 印西町が市制施行し、印西市になる。

## 小・中学校の学区
市立小・中学校に通う場合、学区は以下の通りとなる。
| 番地 | 小学校             | 中学校             |
| ---- | ------------------ | ------------------ |
| 全域 | 印西市立木刈小学校 | 印西市立木刈中学校 |

## 施設
- 小船戸給水場
- 北浦機場

## 交通

### 道路
- 都道府県道
  - 千葉県道282号柏印西線